# جون دالي (طبيب)
جون دالي (بالإنجليزية: John Dale)‏ هو طبيب أسترالي، ولد في 27 مايو 1885، وتوفي في 27 سبتمبر 1952 بسبب حادث مرور.

## حياته
خدم خلال الحرب العالمية الأولى في الفيلق الطبي بالجيش الملكي البريطاني برتبة رائد. ولعمله على حمى التيفوئيد حصل على رتبة الإمبراطورية البريطانية.
وعمل مع الحكومة الأسترالية بصفة ضابط طبي يفحص أوضاع اللاجئين.

## وفاته
توفي دالي بحادث سير في السابع والعشرين من شهر سبتمبر عام 1952 في مدينة البندقية ودفن في مدينة فيرونا في إيطاليا.